# 제도로
제도로(Jedo-ro)는 부산광역시 강서구 명지동 청량사어귀 교차로와 강동동 대사1구 교차로를 잇는 부산광역시의 도로이다. 본래 전 구간이 부산광역시도 제21호선으로 지정되어 있었으나 2017년 12월 27일 노선 개편으로 폐지되었다.

## 연혁
- 2001년 7월 26일 : 부산광역시도 제21호선 제도선으로 청량사어귀삼거리 ~ 대사삼거리 12.0km 구간 노선 지정[1]
- 2007년 6월 13일 : 노선명을 부산광역시도 제21호선 제도로로 변경[2]
- 2017년 12월 27일 : 부산광역시도 노선 폐지[3]

## 경유지
부산광역시
- 강서구 명지동 - 대저2동 - 강동동

## 노선
| 이름                    | 접속 노선                                                   | 소재지     | 소재지 | 비고 |
| ----------------------- | ----------------------------------------------------------- | ---------- | ------ | ---- |
| 청량사어귀 교차로       | 국도 제2호선 국도 제77호선 부산광역시도 제10호선 (낙동남로) | 부산광역시 | 강서구 | 시점 |
| 순아교                  |                                                             | 부산광역시 | 강서구 |      |
| (육교)                  |                                                             | 부산광역시 | 강서구 |      |
| (상곡정미소)            | 울만로                                                      | 부산광역시 | 강서구 |      |
| 덕천사거리              | 상덕로 득천2길                                              | 부산광역시 | 강서구 |      |
| 강동동 행정복지센터     |                                                             | 부산광역시 | 강서구 |      |
| 대사1구 교차로 (대사역) | 국도 제14호선 부산광역시도 제40호선 (낙동북로)              | 부산광역시 | 강서구 | 종점 |

## 주요 건물 및 시설
- 청량사 (부산광역시 강서구 제도로 29)
- 삼광초등학교 (부산광역시 강서구 제도로 434)
- 강동119안전센터 (부산광역시 강서구 제도로 696)
- 강동동행정복지센터 (부산광역시 강서구 제도로 1171)
- 강동파출소 (부산광역시 강서구 제도로 1191)